# Karadaglije
Karadaglije är en ort i Bosnien och Hercegovina.   Den ligger i entiteten Federationen Bosnien och Hercegovina, i den centrala delen av landet, 80 km norr om huvudstaden Sarajevo. Karadaglije ligger 276 meter över havet och antalet invånare är 3 700.
Terrängen runt Karadaglije är lite kuperad.Runt Karadaglije är det ganska tätbefolkat, med 86 invånare per kvadratkilometer.. Närmaste större samhälle är Zavidovići, 17,3 km sydost om Karadaglije. 
Omgivningarna runt Karadaglije är en mosaik av jordbruksmark och naturlig växtlighet.